# Sorel-Tracy
Sorel-Tracy is een stad (ville) in de Canadese provincie Québec en telt 34.194 inwoners (2001).